# گری (آیووا)
گری (به انگلیسی: Gray) شهری در ایالت آیووا کشور ایالات متحده آمریکا است که جمعیت آن در سرشماری سال ۲۰۱۰ میلادی، ۶۳ نفر بوده‌است.